# Rödkallen
Rödkallen es el nombre que recibe una pequeña isla deshabitada (con cabañas de verano que se usan por temporadas) y un Faro situado en la bahía de Botnia en la parte sur del archipiélago de Luleå, en el país europeo de Suecia. La isla ha sido utilizada por los pescadores desde mucho tiempo antes de que el faro fuese construido. En 1800 se construyó una capilla para los pescadores que sobrevive hasta nuestros días. El Faro originalmente llevaba una lámpara de aceite de colza, que fue cambiada a una lámpara de queroseno 1884. En 1936 una pequeña planta eléctrica fue construida en la isla que fue utilizada por el faro.